# Iglesia de Santa Ana la Misericordia

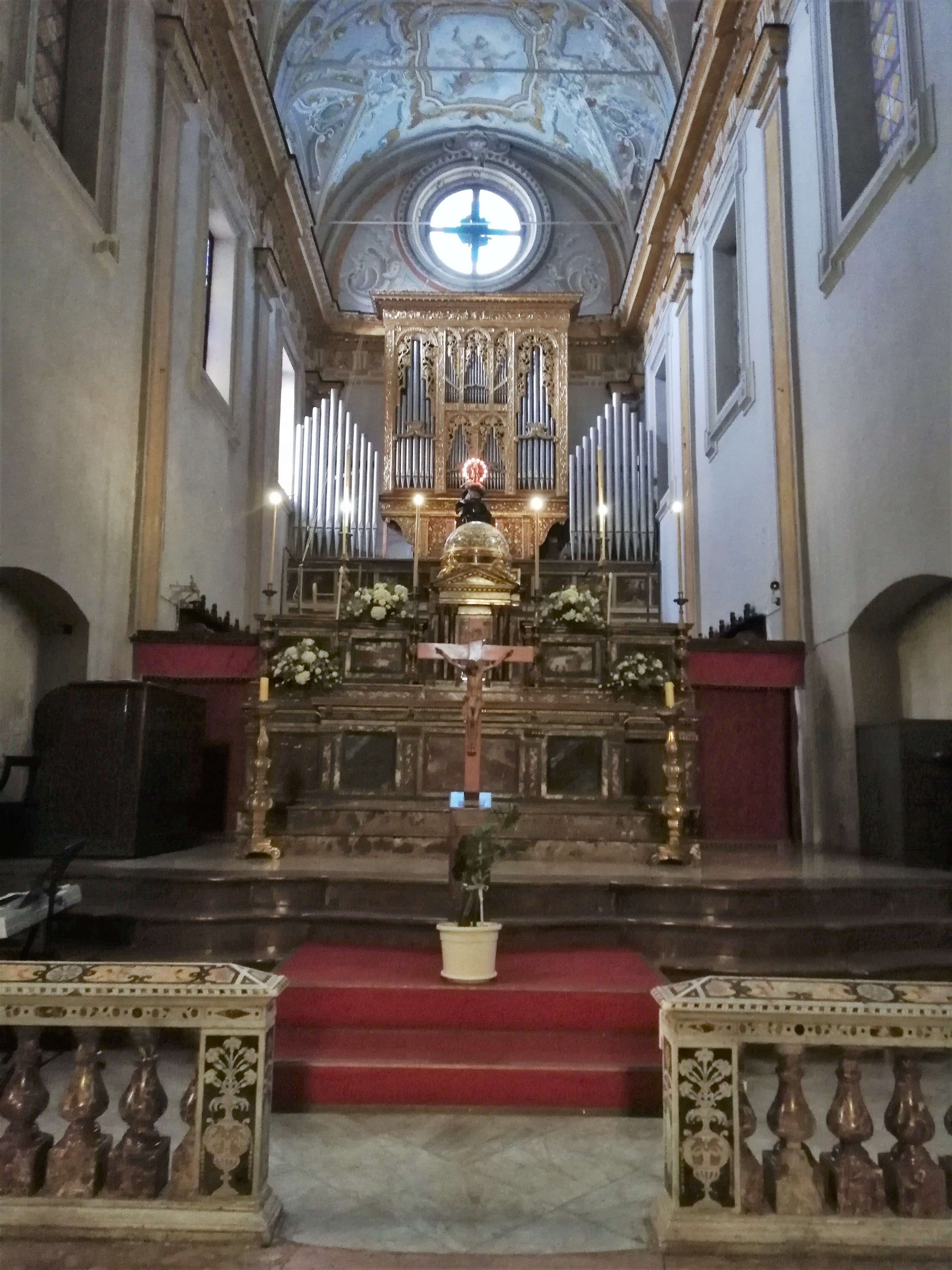
Altar mayor.

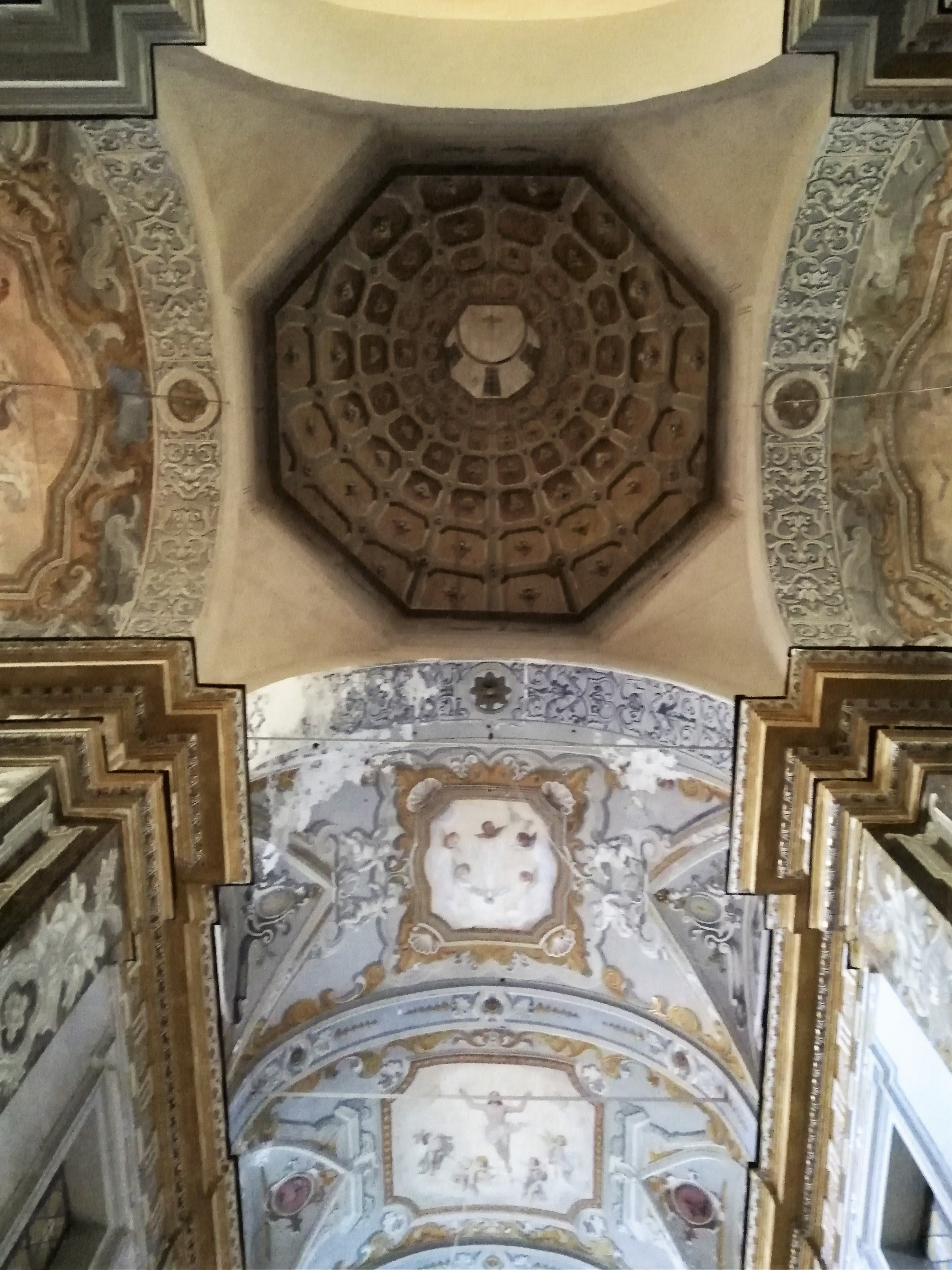
Crucero.

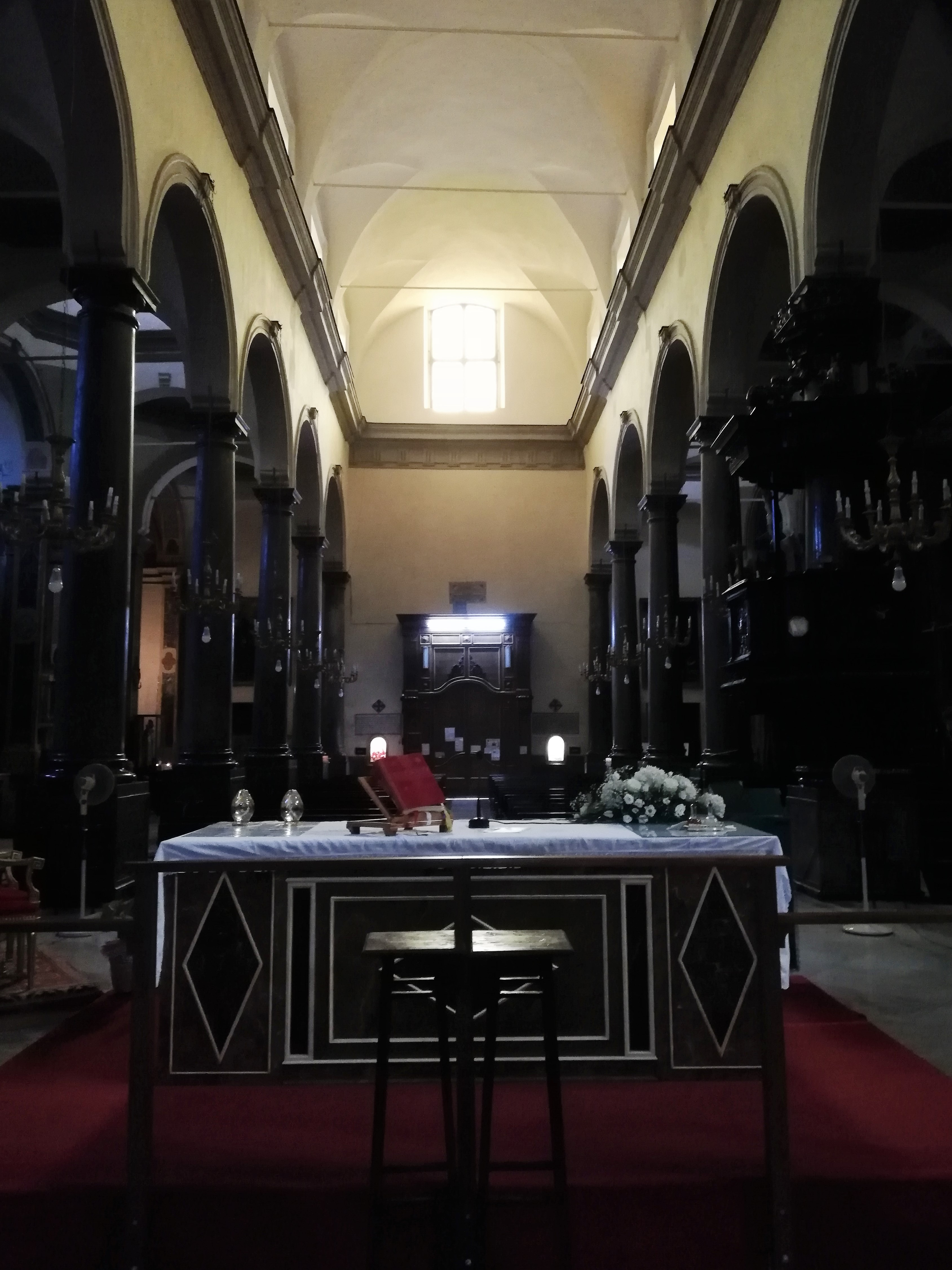
Altar y contrafachada.

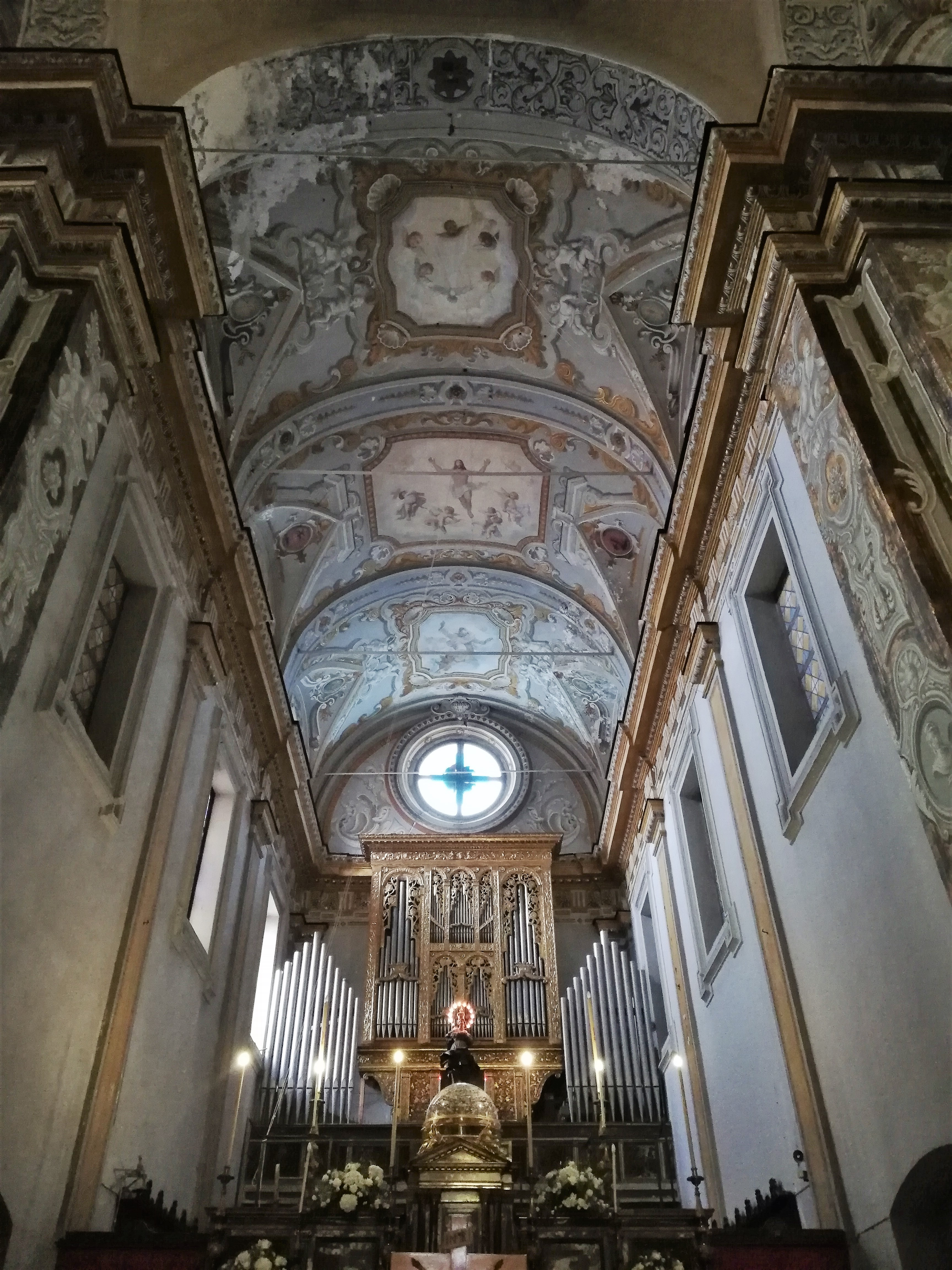
Presbiterio.

La iglesia de Sant'Anna la Misericordia es una iglesia de Palermo, ubicada en la zona del antiguo mercado Lattarini y construida en estilo barroco.

## Historia

### Era española
La monumental iglesia y el convento están construidos en una zona que en el pasado consistía en una ensenada insalubre bordeada por acantilados rocosos, llenos de depósitos aluviales del río Kemonia y reforzados con materiales de vertedero. Es uno de los monumentos, aunque no muy antiguo, más expuesto a acontecimientos desastrosos en los últimos tres siglos.
En 1500 esta documentado que la Capilla de la Señora de la Piedad construida por Gaspare Bonetta.
- En 1549 los padres jesuitas llegan a Palermo y construyen su primer colegio en el barrio " Lattarini ".[3]

En 1590 aumento de la devoción y el culto hacia la Virgen situada en la capilla de la esquina del «barrio de la Misericorda». 
En 1594, Diego Haëdo, arzobispo de Palermo, llamó la atención sobre la imagen de los frailes de la tercera orden regular del convento de San Nicolò degli Scalzi, quienes a su vez pretendían construir un nuevo convento en la «contrada della Misericorda».
En 1596 un edificio utilizado como granero contiguo a la Capilla fue reconvertido en lugar de culto. El 14 de noviembre se bendijo el edificio transformado. La imagen desprendida del sitio original fue colocada en el nuevo edificio. 
Entre 1594 y 1596, cerca de las ruinas del Palazzo dei Vespri, se construyó una pequeña iglesia consagrada a la Madonna della Misericordia y gestionada por la tercera orden franciscana regular . El edificio, que ocupaba el espacio que hoy corresponde al crucero de la iglesia de Sant'Anna, albergaba un fresco, atribuido al pintor del siglo XV Tommaso De Vigilia, que representa la Piedad. Como la iglesia resultó ser demasiado estrecha e inadecuada para las necesidades de los fieles, se decidió ampliarla con la ayuda de las autoridades y el apoyo de los nobles y los simples creyentes.
En 1597 se establece el convento junto a la iglesia.
El diseño arquitectónico del edificio fue confiado al arquitecto senatorial Mariano Smiriglio. La colocación de la primera piedra tuvo lugar el 26 de octubre de 1606 y las obras de construcción finalizaron en 1632.
- El 13 de noviembre de 1639 la iglesia es consagrada por monseñor Francesco Traina, obispo de Agrigento[8] y dedicada a Sant'Anna,[8] copatrona de la ciudad, pasando a ser conocida como la iglesia de Sant'Anna la Misericordia.[9]

### Era borbónica
La fachada actual, basada en esquemas estilísticos del barroco romano, fue construida hacia 1736 según diseño del arquitecto Giovanni Biagio Amico, durante una restauración que se hizo necesaria debido al terremoto de 1726.
El 1 de septiembre de 1726 el terremoto de Terrasini provoca el hundimiento de la fachada original. El edificio fue renovado en 1736 según un diseño de Francesco Ferrigno.
El 23 de julio de 1751 el terremoto de Trapani el del año siguiente provocan el derrumbe de la parte superior del tejado.
El 5 de marzo de 1823 el Terremoto de Pollina provoca el hundimiento de las bóvedas con frescos. Como consecuencia, se derribó el último encargo de la fachada y se iniciaron nuevos trabajos de restauración.
En 1853 se restaura.
En 1866, con la supresión de las Órdenes y Corporaciones religiosas decidida por el nuevo Reino de Italia, la iglesia y el convento adyacente fueron confiscados por el Estado.

### Era contemporánea
Entre 1915 y 1924 fue reutilizada como hórreo municipal. En 1925, con la estipulación de los Pactos de Letrán, fue devuelta a la custodia de los frailes, quienes también recuperaron la posesión de una parte del antiguo convento.
A lo largo de los años, la estructura ha sufrido graves daños provocados por los terremotos:
El 15 de enero de 1940 el Terremoto de Villabate, provoca el derrumbe de la cruz y de la base de la fachada que caen dentro de la iglesia, provocando mayores daños.
El 1 de marzo de 1943 la fachada de la iglesia queda rayada por las astillas de una bomba caída en la plaza durante los bombardeos de la Segunda Guerra Mundial.
El 8 de diciembre de 1961  es elevada a parroquia por el arzobispo de Palermo Ernesto Ruffini.
El 15 de enero de 1968 el terremoto de Belice  provoca un largo cierre debido a los daños sufridos en las estructuras;
Entre 1974 y 1979se estauran de casi todas las obras pictóricas.
El 6 de septiembre de 2002] el terremoto de Palermo e lo inutiliza y obliga a cerrarlo para reparar los daños importantes, que duran más de 5 años.
Entre el 2003 y el 2008 se produce la reapertura parcial tras el terremoto de 2002.
Es el santuario más conocido de Sicilia dedicado a los santos Joaquín y Ana, padres de María de Nazaret. La iglesia es un monumento nacional .

## Fachada

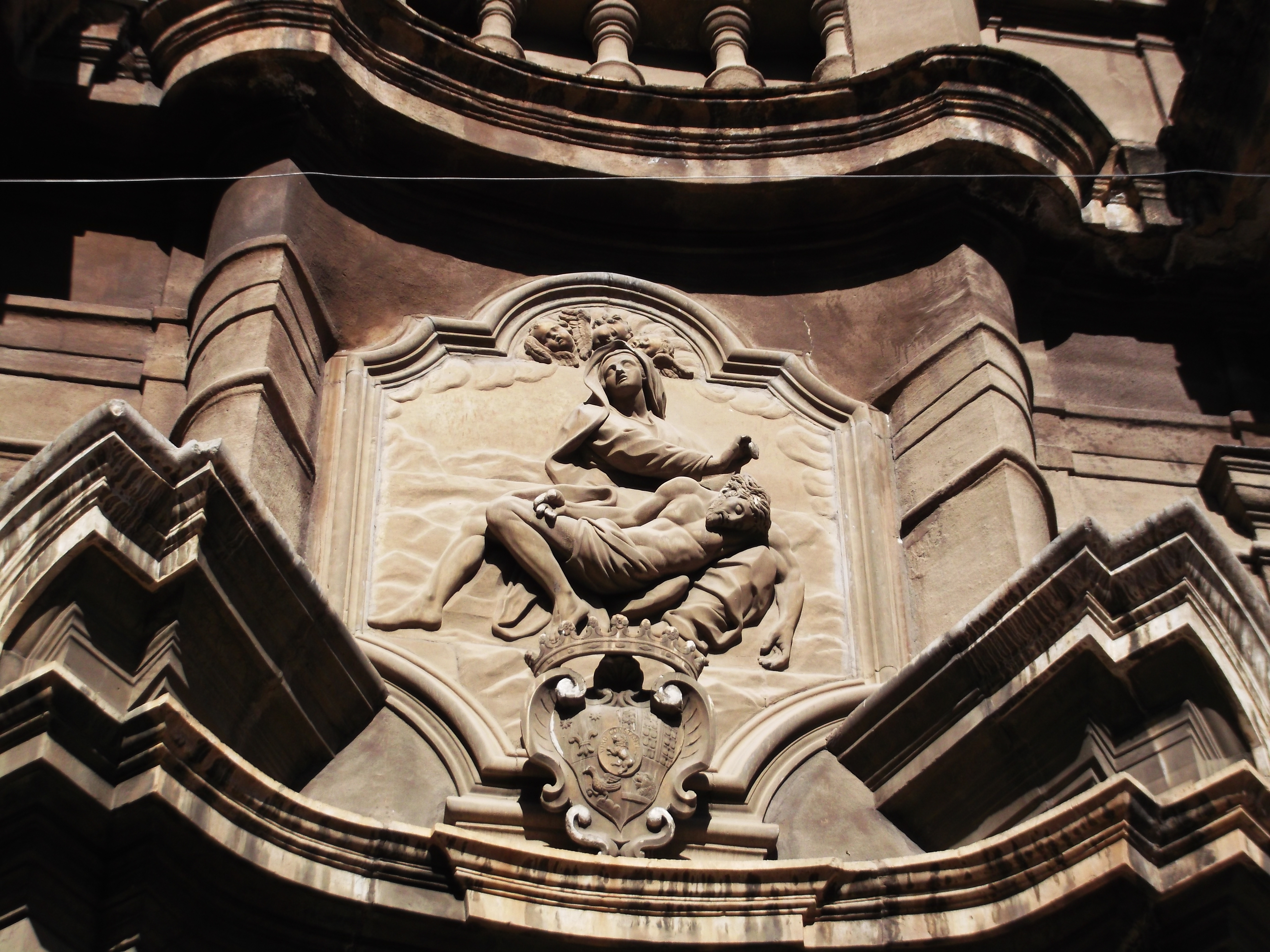
Alto relieve que representa la "Piedad" de Lorenzo Marabitti (1778-1784)

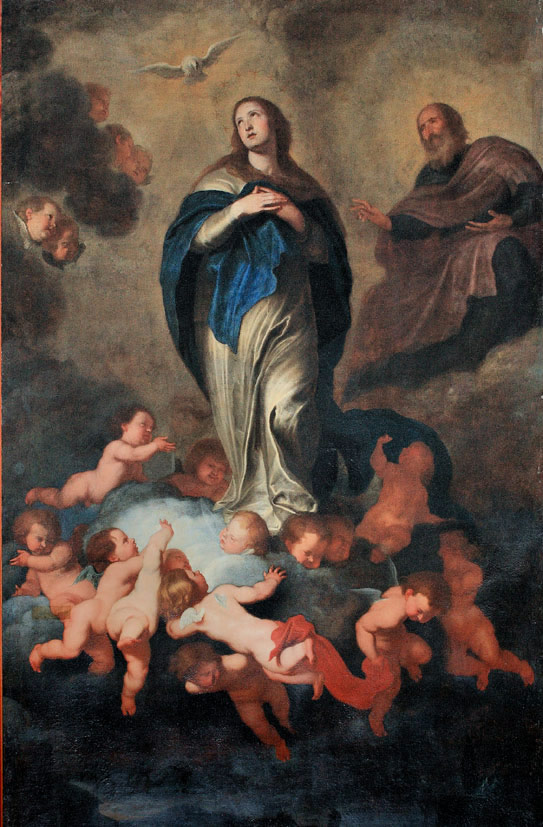
La Inmaculada Concepción, de Geronimo Gerardi

La fachada orientada al sur diseñada por Giovanni Biagio Amico tiene un tramo sinuoso, caracterizado por curvaturas y huecos. Las decoraciones escultóricas que embellecen la fachada fueron diseñadas por Giacomo Serpotta y creadas por los escultores Gioacchino Vitagliano, Giacomo Pennino y Lorenzo Marabitti. Las estatuas de los nichos de primer orden representan a los santos José, Isabel, Ana y Joaquín. Las dos estatuas de la cima representan a los santos Ludovico y Antonio de Padua.La fachada es plana en correspondencia con los pares de columnas laterales, convexa hacia afuera en la parte central con una concavidad reentrante por la parte delimitada por los pares de columnas superpuestas para los distintos órdenes. En el eje vertical mediano se encuentran el portal y la logia. La entrada está delimitada por pilastras rematadas por un tímpano roto con volutas, en el interior se encuentra un escudo de armas y el alto relieve de la Piedad de Marabitti. El segundo orden presenta la logia con una balaustrada rematada por una cartela sostenida por ángeles. Se cierra con un tímpano superpuesto, partido en un arco que contiene un hermoso medallón. Los dos órdenes están conectados por elegantes y sinuosas volutas. Las bases de las cornisas articuladas están enriquecidas con jarrones de lámparas.
En la contrafachada se encuentran dos lienzos del siglo XVII atribuidos a Leonardo Bazzano: a la derecha San Francisco con Santa Isabel, a la izquierda el Beato Guglielmo di Scicli.

## Interior
El interior de la iglesia se caracteriza por elementos de estilo renacentista tardío . Planta basilical de cruz latina, con tres naves separadas por doce columnas de mármol gris, arcos de medio punto, gran presbiterio rectangular. La cúpula no se construyó debido a claros problemas estáticos, en su lugar hay un techo de madera decorado con trompe-l'œil que simula las formas.
Las paredes y el techo fueron cubiertos a principios del siglo XVIII con decoraciones al fresco que desaparecieron casi por completo después del terremoto de 1823. Lo que queda es el del crucero con la Ascensión de Jesús de Vito d'Anna a la izquierda (aquí el artista comenzó su colaboración con su maestro Pietro Paolo Vasta de Ace), y ' Asunción de la Virgen de Filippo Tancredi a la derecha. Los grandes pilares situados delante del presbiterio están íntegramente decorados en oro con medallones que imitan el estuco. La bóveda del presbiterio está cubierta de frescos y, al fondo, se encuentra un órgano del siglo XVII.

### Crucero

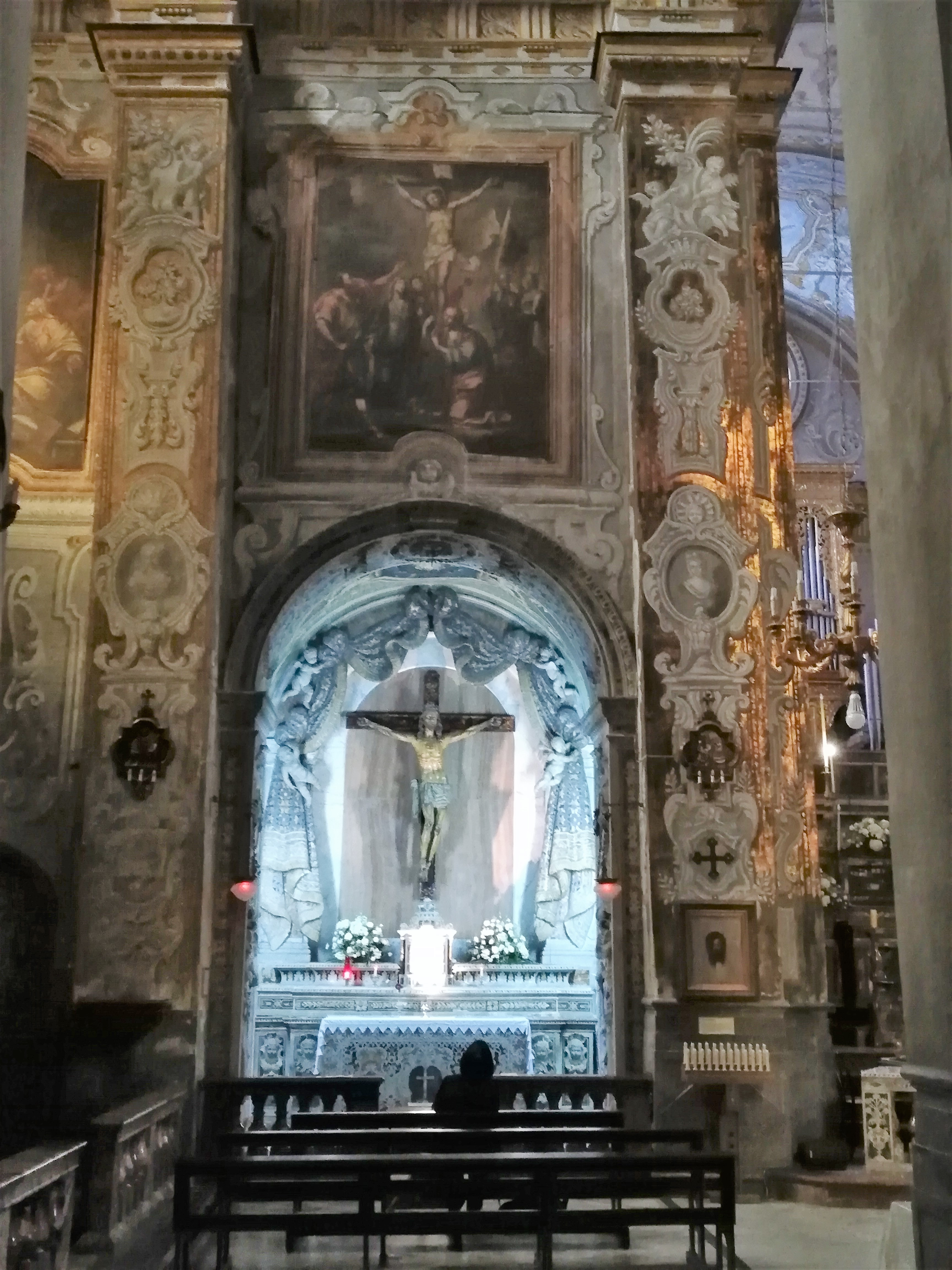
Ábside izquierdo.

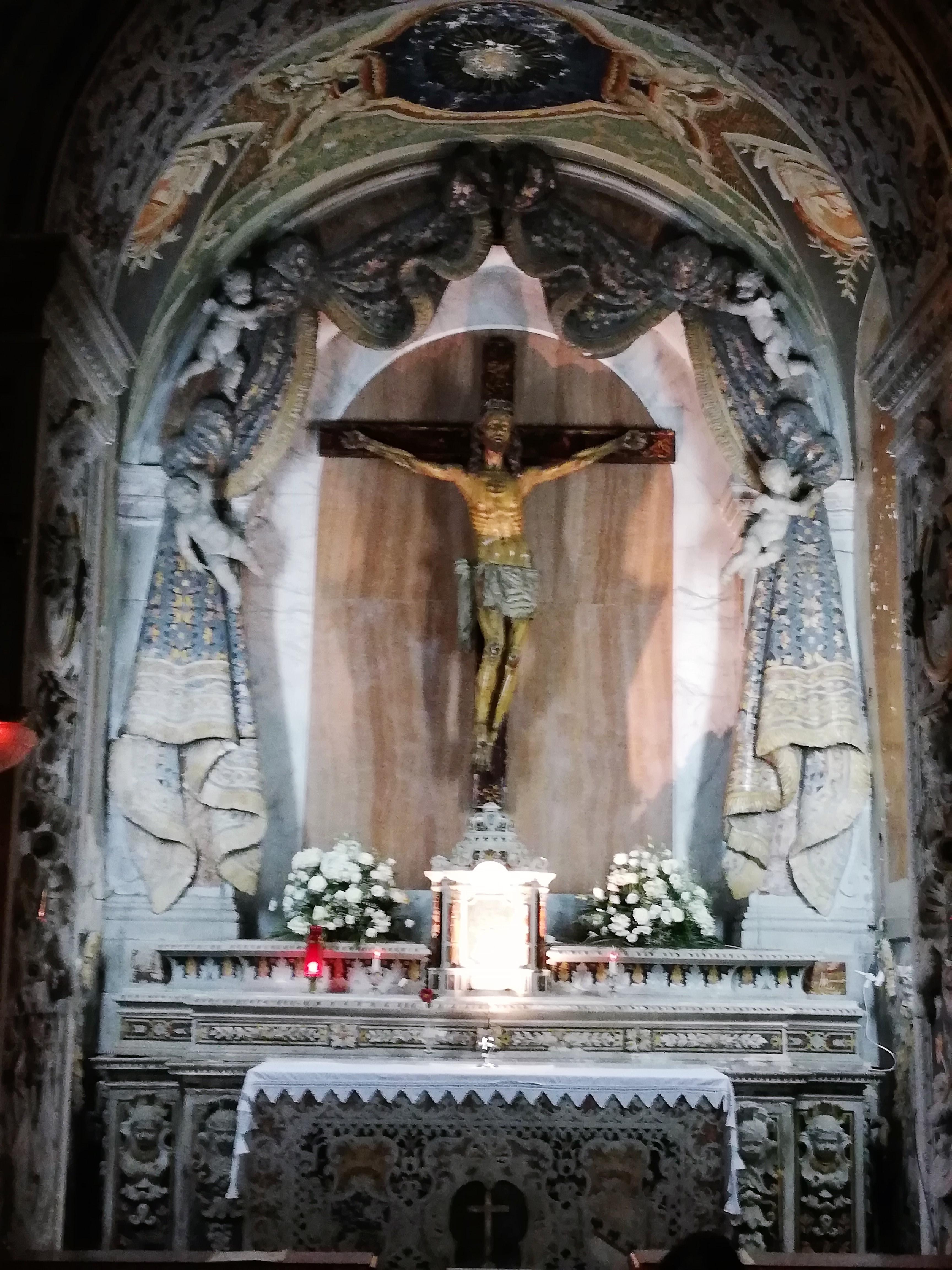
Capilla del Santo Crucifijo.

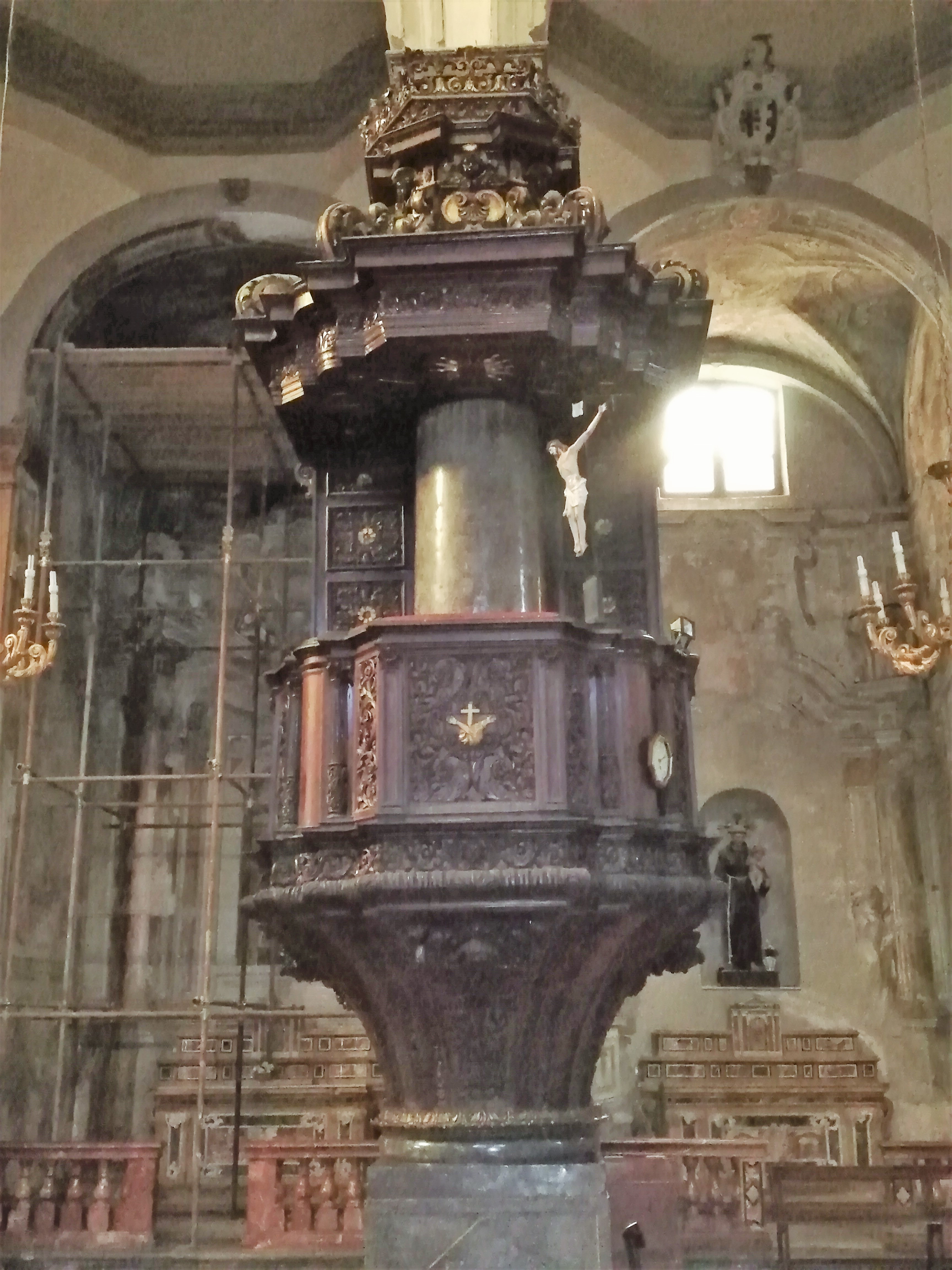
Púlpito.

Entre los dos altares del crucero, donde está documentada la iglesia original, se ubican:
- Muro izquierdo: Capilla de la Madonna della Pietà. En el altar el fresco de la Madonna della Pietà atribuido a Tommaso De Vigilia de 1470.[14]
- Muro derecho: Capilla de la Inmaculada Concepción. Sobre el altar se encuentra el cuadro de la Inmaculada Concepción de Geronimo Gerardi, pintor flamenco (Guglielmo Walsgart), obra creada entre 1628 y 1631.[14][15] El recinto con columnas y balaustrada, realizado por el florentino Gregorio Tedeschi por encargo del mecenas Mariano Montimurro.[16]
- Ábside izquierdo: Capilla de la Piedad. En el centro de mármol policromado se coloca un crucifijo de madera sobre una cruz de tortuga en forma de cortina - palio levantado por querubines. Está documentada la tumba de Aurelia Galletti, benefactora del convento.[14]

### Nave derecha
Las naves laterales cuentan con capillas cubiertas por pequeñas cúpulas con linternas.
- Primera crujía: Capilla de Santa Ana. Sobre el altar se encuentra la estatua de Santa Ana con María niña, simulacro de 1857 que, colocado sobre un artístico fércolo, era llevado en procesión por las calles del barrio. La familia Geraci - Ventimiglia ostenta el patrocinio.[14]
- Segundo tramo: Capilla de la Virgen. Altar con decoraciones de mármol, alberga el cuadro de la Virgen aparecida en San Diego, obra de Filippo Tancredi de 1704.[17]
- Tercer tramo: Capilla de la Sagrada Familia. En el altar se encuentra la Sagrada Familia con Santa Ana y San Joaquín obra de Melchiorre Barresi de 1596. A los lados, Santa Ana y la Virgen y la Anunciación de Santa Ana de Elia Interguglielmi de 1767.
- Cuarto tramo: Capilla de Santa Rosalía. Altar con pintura sobre lienzo de Santa Rosalía orando sobre la ciudad por Vincenzo La Barbera de 1627. una de las primeras pinturas que representan al santo patrón de Palermo.
- Quinta crujía: Capilla de San Nicolás. Altar con lienzo San Nicola in Gloria de Elia Interguglielmi de 1767.

### Nave izquierda
- Primer tramo: Capilla de la Madonna del Carmine. Altar con frescos de Filippo Tancredi que representan a la Virgen y San Simone Stock.
- Segunda crujía: Capilla de San Gioacchino . Altar dedicado a San Gioacchino revestido de mármol, con un gran escudo sostenido por querubines colocados encima en el centro.
- Tercer tramo: Capilla de San José. El altar alberga la estatua de madera de San José y el niño Jesús, obra creada por Baldassarre Pampilonia a principios del siglo XVIII.
- Cuarto tramo: Capilla de San Francisco. Altar dedicado a San Francisco decorado con frescos del siglo XVIII que representan a Santa Isabel de Hungría y San Luis de Francia .
- Quinto tramo: Capilla de Sant'Antonio di Padova. El altar alberga la estatua de San Antonio de Padua y frescos anónimos.

Contra la segunda columna de la izquierda se encuentra el púlpito de madera esculpido por Giacomo Pianelli en 1740. Hay un lienzo de principios del siglo XVII que representa la Virgen Refugio de los Pecadores Arrepentidos, restaurado en 2014-15, procedente del Oratorio de los Pecadores Arrepentidos.

## Convento de Nuestra Señora de la Merced
En 1607 el claustro del convento es patrocinado por el Virrey de Sicilia Juan Manuel Fernández Pacheco y Zúñiga «Marqués de Vigliena», compuesto por 24 columnas, sede de diversas congregaciones y una farmacia . Situada en el lado derecho con planta cuadrada, pórticos formados por 7 vanos cada uno y un patio dividido en cuatro cuadrantes.
El convento contiguo a la iglesia fue construido por los padres de la Tercera Orden Franciscana entre 1606 y 1648 alrededor de un grandioso pórtico renacentista. Se accede al convento a través de un portal exterior que conduce a la escalera.
Durante el levantamiento de las Vísperas sicilianas contra la opresión angevina en 1282, el Palacio de Saint-Rémy, residencia del prefecto del rey Carlos de Anjou, Juan de Saint-Rémy, fue atacado y destruido por alborotadores y más de 2000 franceses fueron masacrados. El prefecto huyó refugiándose en el Castillo de Caccamo donde fue capturado y ejecutado.
En 1488 se inicia la construcción del palacio de Gaspare Bonet, comerciante de origen catalán, del que se conserva la parte sureste con la torre. El edificio fue anexo al convento y adaptado a las necesidades de los padres franciscanos.
En 1872 con las Leyes Subversivas la a iglesia y el convento fueron requisados y asignados a la Municipalidad de Palermo la cual los asignó a diversos usos, sede de la guardia aduanera municipal;  sede del Liceo Ginnasio Umberto I en 1878.
En 1930 el convento fue devuelto a los frailes quienes ocuparon parte del mismo y reanudaron la celebración de servicios en la iglesia, que había sido utilizada durante años como granero municipal.;
El antiguo convento, restaurado entre 1996 y 2005, alberga desde 2006 la Galería de Arte Moderno "Empedocle Restivo".

## Compañía de Santa María de Jesús
La sede de la compañía es la primitiva iglesia de la Misericordia.

## Oratorio de los pecadores arrepentidos
También conocido como el Oratorio de la Madonna del Rifugio dei Peccatori Pentiti en Sant'Anna, ambiente que albergó la Congregación de la Madonna Rifugio dei Peccatori Pentiti, una asociación fundada en 1616 que incluía entre sus principales objetivos el de organizar una procesión de los Pasión del Viernes Santo, evento en el que también participaron los miembros de la propia congregación: los gaggiara, o los constructores de jaulas para pájaros. La congregación se dividió en dos partes, una de las cuales se instaló en un oratorio dentro del convento de las Terciarias Franciscanas en Sant'Anna. De estructura decimonónica, reconocible en el pavimento y en el aparato pictórico, este último creado por Luigi Di Giovanni en 1888. Originalmente, sobre el altar mayor se colocó un lienzo del siglo XVII, que representa a la Virgen Refugio de los Pecadores Arrepentidos, obra que hoy se exhibe en el interior del templo principal.